# Топонимия Брянской области

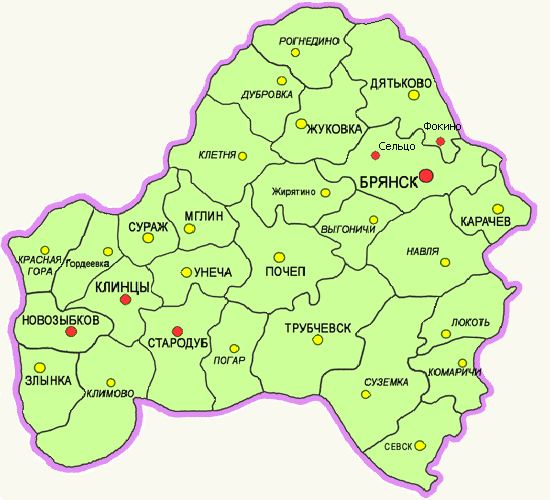
Административное деление Брянской области

Топонимия Брянской области — совокупность географических названий, включающая наименования природных и культурных объектов на территории Брянской области.
В XIII—XV веках Брянск был столицей Брянского княжества, ликвидированного в 1430 году в составе Великого княжества Литовского. После этого до XX века нынешняя территория области входила в состав различных губерний Российской империи. 1 апреля 1920 года была создана Брянская губерния, просуществовавшая до 1 октября 1929 года, когда она была включена в состав Западной области. 27 сентября 1937 года ЦИК РСФСР постановил упразднить Западную область, разделив её на Смоленскую и Орловскую области. Нынешняя территория Брянской области вошла в состав Орловской области. Во время Великой Отечественной войны, после освобождения региона от фашистских захватчиков, была образована Брянская область Указом Президиума Верховного Совета СССР 5 июля 1944 года. Территория области была сформирована из городов и районов Орловской области, располагавшихся приблизительно в границах существовавшей ранее Брянской губернии. С тех пор наименование региона не менялось

## История формирования
Согласно схеме топонимического районирования В. А. Жучкевича, Брянская область относится к топонимическому району Север Центра европейской части России. По мнению большинства исследователей, в этом регионе можно выделить 3 основных топонимических пласта:1) волго-окский (неясного происхождения) 2) финно-угорский и 3) славянский (новейший). Соотношение топонимов этих пластов неодинаково: по оценке В. А. Жучкевича, в названиях поселений русские составляют не менее 85-90 %, финно-угорского происхождения — 8-10 %, другие — 3-5 %.
По мнению Р. С. Рогоновой, топонимии Брянской области свойственны характерные черты общерусской топонимической системы (первая является неотъемлемой частью второй): 1) в названиях поселений области преобладают отантропонимические суффиксальные образования; 2) для них характерно преимущество суффиксального способа словообразования, хотя в настоящее время все большую значимость приобретают семантические образования; 3) весьма ограничен набор словообразующих средств и большой вес имеют названия с суффиксами -ов-/-еп, -ин-, а также с суффиксом к(а) и его производными.
Однако в топонимической системе края довольно ограничено число названий, отражающих хозяйственную деятельность населения, и почти полностью отсутствуют названия, указывающие па сословие и связанные с этнической принадлежностью владельца или просто жителя села, деревни. Зато выделяются многочисленностью плюративные топонимы.

## Состав
По состоянию на 18 декабря 2023 года, в Государственном каталоге географических названий в Брянской области зарегистрировано 4102 названия географических объектов, в том числе — 2634 названия населённых пунктов. Ниже приводятся списки топонимов крупнейших природных объектов и населённых пунктов области с указанием их вероятной этимологии.

### Гидронимы

#### Потамонимы
- Десна — гидроним образован из ст.‑слав. дєснъ — «правый». То, что река Десна — левый приток Днепра, не противоречит этимологии: на широком славянском материале доказано, что в прошлом реки считались левыми или правыми в позиции, когда наблюдатель стоял лицом к стремящемуся к нему потоку. Это древняя общеславянская особенность. Современное подразделение притоков на левые и правые по направлению течения, получило распространение сравнительно недавно[6].
- Ипуть — гидроним удовлетворительного объяснения не имеет. По оценке Е. М. Поспелова, этимология от фин. hyppy — «прыжок, прыгать» (гипотеза Жучкевича) сомнительна; как неясная оценивается возможность балтийского происхождения (Топоров, Трубачёв); ранее предлагавшиеся славянские этимологии также признаются маловероятными[7].
- Беседь — по одной из версий, гидроним имеет финно-угорское происхождение[8]. Согласно В. Н. Топорову и О. Н. Трубачеву, название реки Беседь имеет балтийское происхождение. Гидроним соотносится с такими соответствиями, как лит. Bestinis, Best-upis, латыш. Beste[9], которые связаны с лит. besti — «копать; втыкать»[10].
- Снов — гидроним от индоевопейской основы *snau «плыть, течь»[11].
- Болва — по мнению В. Н. Топорова и О. Н. Трубачёва, гидроним имеет балтское происхождение, от основы baluoti (balãvo) — «стоять в разливе, простираться»[9].
- Судость — по мнению В. Н. Топорова и О. Н. Трубачёва, источник заимствования естественнее всего искать в балтийском[12], есть и другие точки зрения.

### Ойконимы
- Брянск — название города, по-видимому, произошло от древнерусского слова Дьбряньскъ, образованного от слова дьбрь[13]. Древнерусское слово дьбрь/дебрь означает горный склон, ущелье, ров, долина или низина, поросшие густым лесом и кустарником[14][15][16]. По закону падения слабых еров, ерь между д и б выпал, а сложное сочетание дб упростилось до б. По оценке В. А. Никонова, этимология топонима остаётся неясной, поскольку до конца XII века город именовался Брынью и непонятно, какая форма первичнее: Брынь или Дьбряньскъ. Отпадение начального дь- возможно, но не представляет фонетического закона[17].
- Клинцы — основан в 1707 году как селение раскольников, переселившихся из Центральной России. Название по фамилии первопоселенца Василия Клинцова[18].
- Новозыбков — название от древнерусского зыбь — «зыбкое место, топь»; как утверждают краеведы, селение было основано на месте, затопляемом в паводки, после его переноса на новое место название сохранилось. В 1809 году преобразовано в город Новозыбков[19].
- Сельцо — этимология не установлена.
- Стародуб — по оценке Е. М. Поспелова, название города могло быть образовано от названия урочища Старые Дубы[20].
- Фокино — возник при цементном заводе как посёлок Цементный. В 1964 году преобразован в город и переименован в Фокино по фамилии местного партийного деятеля И. И. Фокина[21].

### Книги
- Жучкевич В.А. Общая топонимика. Издание 2-е, исправленное и  дополненное. — Минск: Вышэйная школа, 1968. — С. 432.
- Мурзаев Э.М. Словарь народных географических терминов. — М.: Мысль, 1984. — 653 с.
- Никонов В.А. Краткий топонимический  словарь. — М.: Мысль, 1966. — 509 с. — 32 000 экз.
- Поспелов Е. М. Географические названия мира. Топонимический словарь / отв. ред. Р. А. Агеева. — 2-е изд., стереотип. — М.: Русские словари, Астрель, АСТ, 2002. — 512 с. — 3000 экз. — ISBN 5-17-001389-2.
- Поспелов Е. М. Географические названия России. Топонимический словарь. — М.: Астрель, 2008. — 523 с. — 1500 экз. — ISBN 978-5-271-20729-7.
- Смолицкая Г. П. Топонимический словарь Центральной России: Географические названия. — М.: Армада-пресс, 2002. — 416 с. — (Что в имени ?..). — 7000 экз. — ISBN 5-309-00257-X.

### Диссертации
- Рогонова Р.С. Топонимия Брянской области: диссертация ... кандидата филологических наук : 10.02.01.. — Брянск, 1991. — 342 с.